# Jorge Maqueda
Jorge Maqueda (Toledo, 1988. február 6. –) világ- és Európa-bajnok spanyol kézilabdázó. Részt vett a 2012-es londoni olimpiai játékokon.

## Pályafutása

### Klubcsapatban
Az 1,95 méter magas és 102 kilogrammos Maqueda Toledóban született 1988-ban, de gyermekkorától Queróban, Toledó tartományban élt és hazájában, a Barcelonában kezdte pályafutását. A 2012-2013-as szezont megelőzően igazolt külföldre, a francia HBC Nantes csapatához, korábban a Alcobendas és az Aragón csapatában játszott 2009 és 2012 között. A katalán csapat játékosaként pályára lépett a Bajnokok Ligájában, a Nantestal pedig az EHF-kupában. 2015 nyarán a macedón Vardar Szkopjéhoz szerződött, 2017-ben pedig aranyérmet szerzett a Bajnokok Ligájában. 2016-ban, 2017-ben és 2018-ban megnyerte a Macedón Kupát, valamint a 2016-os, 2017-es és 2018-as bajnokságot. 2018 nyarától a Pick Szeged játékosa. 2019 áprilisában Magyar Kupát nyert a csapattal. 2020-tól két éven keresztül volt a Telekom Veszprém játékosa, ezalatt újabb Magyar Kupa címeket szerzett, nyert SEHA-ligát, majd visszatért korábbi csapatához, a francia HBC Nanteshoz.

### A válogatottban
A spanyol válogatottal bronzérmet szerzett a 2011-es világbajnokságon, a 2013-as hazai rendezésű tornán pedig tagja volt az aranyérmes csapatnak. 2016 december 11-ig 119 nemzetközi meccset játszott , ahol 284 gólt dobott.

### Sikerei, díjai
Barcelona
- Katalán Szuperkupa-győztes (2): 2006, 2007
- Copa del Rey de Balonmano (1): 2007
- Spanyol bajnok (1)': 2006
- Spanyol Szuperkupa-győztes (1): 2007

Vardar
- Macedón bajnok (3): 2016, 2017, 2018
- Macedón kupagyőztes (3): 2016, 2017, 2018
- SEHA-liga-győztes (2): 2016-17, 2017-18
- Bajnokok Ligája-győztes (1): 2017

Pick Szeged
- Magyar Kupa-győztes (1): 2019[9]

Telekom Veszprém
- Magyar Kupa-győztes (2): 2021, 2022
- SEHA-liga-győztes (2): 2020, 2021

## További információ
- EHF profilja